# Psathyrella candolleana
La Psathyrella candolleana è un fungo velenoso appartenente alla famiglia delle Coprinaceae.

## Descrizione della specie
Cappello 
1,5-5,5 cm di diametro, campanulato, poi appiattito, liscio, fragile, igrofano, brunastro a tempo umido, biancastro o sfumato di bruno a secco; margine apparentemente dentato a causa dei residui del velo.
 Lamelle 
Fitte, lilla-grigiastro che scuriscono fino a cannella scuro, margine bianco.
 Gambo 
3-6 x 0,3-0,5 cm, sottile, fragile, cavo, biancastro, con tracce di velo.
 Carne 
Insignificante, bianca.
- Odore e sapore: non significativi.

 Spore 
7-9 x 3,5-5 µm, lisce, ellittiche o ovate, bruno-scure in massa, con poro germinativo.

## Habitat
Cresce cespitoso vicino a tronchi o ceppaie di caducifoglie, nei boschi, nei giardini, dalla primavera all'autunno.

## Commestibilità
Tossica. Contiene sostanze psicotrope che provocano sindrome psilocibinica

## Etimologia
In omaggio al micologo de Candolle.

## Sinonimi e binomi obsoleti
- Agaricus appendiculatus (micologia)| Bull., Herbier de la France 9: tab. 392 (1789)
- Agaricus appendiculatus var. lanatus Berk. & Broome, Ann. Mag. nat. Hist., Ser. 5 7 (1881)
- Agaricus candolleanus Fr., Observationes mycologicae (Kjøbenhavn) 2: 182 (1818)
- Agaricus catarius Fr., Hyménomyc. Eur. (Paris): 296 (1874)
- Agaricus egenulus Berk. & Broome, Ann. Mag. nat. Hist., Ser. 3 7: 375 (1861)
- Agaricus felinus Pass., Nuovo Giorn. Bot. Ital. 4: 82 (1872)
- Drosophila candolleana (Fr.) Quél., Enchiridion Fungorum, in Europa Media Præsertim in Gallia Vigentium (Paris): 115 (1886)
- Hypholoma appendiculatum (Bull.) Quél., Mém. Soc. Émul. Montbéliard, Sér. 2 5: 146 (1872)
- Hypholoma candolleanum (Fr.) Quél., Mém. Soc. Émul. Montbéliard, Sér. 2 5: 146 (1872)
- Hypholoma catarium (Fr.) Massee, Brit. Fung.-Fl. 1: 393 (1902)
- Hypholoma egenulum (Berk. & Broome) Sacc., Sylloge fungorum (Abellini) 5: 1040 (1887)
- Hypholoma felinum Pass., Sylloge fungorum (Abellini) 5: 1040 (1887)
- Hypholomopsis appendiculata (Bull.) Earle, Bulletin of the New York Botanical Garden 5: 436 (1909) [1906]
- Psathyra appendiculata (Bull.) G. Bertrand, Bulletin de la Société Mycologique de France 17: 278 (1901)
- Psathyra candolleana (Fr.) G. Bertrand, Bulletin de la Société Mycologique de France 17: 278 (1901)
- Psathyrella candolleana (Fr.) Maire, Bulletin de la Société Mycologique de France 29: 185 (1913)
- Psathyrella appendiculata (Bull.) Maire & Werner, Mém. Soc. Sci. Nat. Maroc. 45: 112 (1938)
- Psathyrella egenula (Berk. & Broome) M.M. Moser, Kleine Kryptogamenflora, Edn 2 (Stuttgart): 206 (1953)
- Psathyrella microlepidota P.D. Orton, Trans. Br. mycol. Soc. 43: 375 (1960)